# El Polígon Industrial de Girona
El Polígon Industrial de Girona és una entitat de població del municipi de Riudellots de la Selva, a la comarca catalana de la Selva. En el cens de 2013 tenia 3 habitants.